# بذرة (حوسبة)
البذرة أو القيمة الابتدائية (بالإنجليزية Seed) هو عدد (أو متجه) يتم استعماله لتمهيد مولد أعداد شبه عشوائية. مستعملا البذرة يقوم المولد بحساب متتالية من الأعداد (شبه) العشوائية. عند استخدام نفس البذرة لخوارزمية ما يتم الحصول على نفس المتتالية.
في حالة استخدام البذرة في حسابات خاصة بالتشفير مثلا لتوليد مفتاح يجب التأكد من استحالة تخمين البذرة المستعملة عن طريق استعمال قيمة عشوائية. مثال على قيم عشوائية هي حركة الماوس (تروكربت) أو الفاصل الزمني بين الضغط على أزرار لوحة المفاتيح (بي جي بي).
في حالة تسرب ماهية البذرة يكون التشفير غير آمن ولا يمكن ضمان سرية البيانات المشفرة.